# Mienie komunalne
Mienie komunalne – własność oraz inne prawa majątkowe należące do poszczególnych jednostek samorządu terytorialnego (np. mienie gminy, mienie powiatu bądź mienie województwa).
Nabywanie mienia komunalnego przez jednostki samorządu terytorialnego następuje:
1. na podstawie ustawy
2. przez przekazanie gminie (miastu) mienia w związku z utworzeniem lub zmianą granic gminy (miasta)
3. w wyniku przekazania przez administrację rządową – w drodze rozporządzenia
4. w wyniku własnej działalności gospodarczej.
5. przez inne czynności prawne
6. w innych przypadkach określonych odrębnymi przepisami.